# Alwin Gockel
Alwin Gockel (* 17. August 1882 in Lüchtringen; † 1978) war ein deutscher Bauingenieur.

## Werdegang
Gockel absolvierte nach der Obersekundareife ab 1900 eine Baulehre und besuchte vier Semester lang die Bauschule, die er mit bestandener Abschlussprüfung verließ. Er war dann als Bauführer tätig. 1905 legte er das Abitur ab und studierte anschließend an der Technischen Hochschule München Ingenieurwissenschaften.
Nach Ende des Zweiten Weltkriegs wurde ihm 1945 die Leitung der Vereinigte Bauschulen der Stadt Berlin für Hoch- und Tiefbau übertragen. Er baute den Lehrbetrieb wieder auf und ließ 1951 das Gebäude an der Leinestraße erweitern. 1953 wurde auch das wiederaufgebaute Gebäude an der Kurfürstenstraße bezogen. 1953 trat er in den Ruhestand.

## Ehrungen
- 1953: Verdienstkreuz (Steckkreuz) der Bundesrepublik Deutschland